# الحلف العثماني الألماني

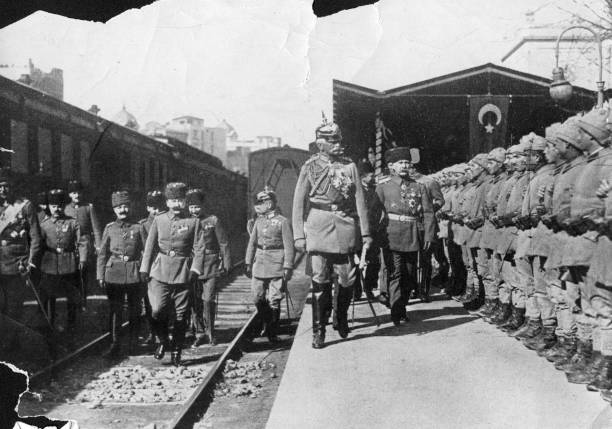
أغسطس فون ماكينسن يتفقد جنود الإمبراطورية العثمانية عام 1916

الحلف العثماني الألماني اتفاقية وقعت ما بين الدولة العثمانية والإمبراطورية الألمانية في 2 أغسطس 1914، أي بعد يوم واحد من إعلان ألمانيا الحرب على روسيا. دخلت السلطنة الحرب العالمية الأولى بجانب دول المركز بعد قصف الموانئ الروسية في البحر الأسود. وبالتالي أعلنت فرنسا والمملكة المتحدة الحرب على الدولة العثمانية. تم إنشاء التحالف كجزء من جهد تعاوني مشترك من شأنه تعزيز وتحديث الجيش العثماني، فضلاً عن توفير ممر آمن لألمانيا إلى المستعمرات البريطانية المجاورة.
وكان خيار توجه السلطنة بالتحالف مع ألمانيا هو أكثر الخيارات منطقية، وذلك خوفها من تعرض السلطنة لهجمات عنيفة من روسيا عدوتها التقليدية. كما أن احتمال استعادة أراضيها التي فقدتها خلال الأربعين سنة الماضية في الأناضول الشرقية وبحر إيجة والبحر المتوسط وشمال أفريقيا والرومللي يبقى واردا. كما أن اشتراكها في الحرب يبقى المخرج المتاح كي تنزع عنها القيود السياسية والمالية التي فرضتها عليها الدول الغربية.

## خلفية
عشية الحرب العالمية الأولى، كانت الإمبراطورية العثمانية في حالة خراب. ونتيجة للحروب المتتالية التي خاضتها في هذه الفترة، فقدت العديد من أراضيها، وكان اقتصادها في حالة من الفوضى، وأصيب رعاياه بالإحباط والتعب. احتاجت الإمبراطورية إلى وقت للتعافي وتنفيذ الإصلاحات، لكن العالم كان ينزلق إلى الحرب ولم يكن للإمبراطورية الوقت. بعد الحرب الإيطالية التركية وحروب البلقان، تم استنزاف موارد الإمبراطورية تمامًا. نظرًا لأن البقاء على الحياد والتركيز على الإصلاح لم يكن ممكنًا بسبب الحرب العالمية الأولى، كان على الإمبراطورية أن تتحالف مع أحد المعسكرات. لم تكن هناك كميات كافية من الأسلحة والآليات؛ ولم يكن لدى الإمبراطورية الوسائل المالية لشراء أسلحة جديدة. كان الخيار الوحيد أمام الباب العالي هو إقامة تحالف مع قوة أوروبية، على الرغم من أن ذلك لم يكن مهمًا حقًا. كما كتب وزير الداخلية طلعت باشا في مذكراته: «كانت تركيا بحاجة للانضمام إلى إحدى مجموعات الدول حتى تتمكن من تنظيم إدارتها المحلية، وتعزيز وصيانة تجارتها وصناعتها، وتوسيع السكك الحديدية، باختصار، من أجل البقاء والحفاظ على وجودها».

### مفاوضات التحالفات
لم تكن معظم القوى الأوروبية مهتمة بالانضمام إلى تحالف مع الإمبراطورية العثمانية المتعثرة. في بداية الحرب التركية الإيطالية في شمال إفريقيا، أعرب الصدر الأعظم سايت حليم باشا عن رغبة الحكومة، وطُلب من السفراء الأتراك معرفة ما إذا كانت العواصم الأوروبية مهتمة. يبدو أن روسيا وحدها كانت لها مصلحة، ومع ذلك، هي كانت لها أطماع في تشكيل مستعمرات على الأراضي العثمانية. كان من المستحيل التوفيق بين التحالف مع الفرنسيين: حيث أن الحليف الرئيسي لفرنسا كان روسيا، العدو القديم للإمبراطورية العثمانية منذ حرب 1828. رفضت بريطانيا العظمى الطلب العثماني.
أراد السلطان العثماني محمد الخامس على وجه التحديد أن تظل الإمبراطورية أمة محايدة. ومع ذلك، أدى الضغط من بعض كبار مستشاري محمد إلى دخول الإمبراطورية في تحالف مع ألمانيا والقوى المركزية.
كان لألمانيا طموحات إمبراطورية منذ عام 1890. ولم تؤت الطموحات الإمبراطورية الألمانية ثمارها وبحلول عام 1909 حيث أصبح من الواضح أن الألمان لن ينتصروا في سباق التسلح البحري. حتى مع التفوق التكنولوجي، لن تتمكن البنية التحتية للطاقة في ألمانيا من دعم السفن الحربية في المياه البعيدة. كانت ألمانيا ضعيفة مقارنة بالقوى الاستعمارية الأوروبية الأخرى وسعت إلى تحالف استراتيجي مع الإمبراطورية العثمانية. كانت سكة حديد بغداد ستعزز طموحات ألمانيا الإمبراطورية، بما في ذلك توطين الألمان في الأناضول، وكانت ستمنح الألمان قدرًا أكبر من المرونة في نقل قواتهم إلى الخليج العربي وإلى الهند التي احتلتها بريطانيا.
كانت ألمانيا بحاجة إلى الإمبراطورية العثمانية إلى جانبها. وقبل الحرب العالمية الأولى، وافق السلطان على خطة لمدها عبر الأناضول إلى بغداد تحت رعاية ألمانية. هذا من شأنه أن يعزز ارتباط الإمبراطورية العثمانية بأوروبا الصناعية، بينما يمنح ألمانيا أيضًا وصولاً أسهل إلى مستعمراتها الأفريقية والأسواق التجارية في الهند. لمنع الإمبراطورية العثمانية من الانضمام إلى الوفاق الثلاثي، شجعت ألمانيا رومانيا وبلغاريا على الانضمام إلى القوى المركزية.

## معاهدة مع ألمانيا
أبرمت معاهدة سرية بين الدولة العثمانية والإمبراطورية الألمانية في 2 أغسطس 1914. وكان من المقرر أن تدخل السلطنة الحرب إلى جانب قوى المركز بعد يوم واحد من إعلان الإمبراطورية الألمانية الحرب على روسيا. تم التصديق على التحالف في 2 أغسطس، وكان رائد تلك الخطوة كلا من الصدر الأعظم سعيد حليم باشا ووزير الحربية أنور باشا ووزير الداخلية طلعت باشا ورئيس البرلمان خليل بك، وقد أخفوا تلك المعاهدة عن جمال باشا الذي لم يكن مؤيداً لمثل هذا التحالف في تلك الظروف، وإن وافق عليها لاحقاً، كما لم يخبروا الوزراء الآخرين ولا السلطان محمد الخامس عن المعاهدة. ونتيجة لذلك لم يقبل جميع باقي الحكومة العثمانية التحالف. لم يكن هناك توقيع من السلطان محمد الخامس، الذي كان مسؤولًا اسميًا عن الجيش ولكن لم يكن لديه سوى القليل من القوة. كما لم يوقع العضو الثالث في حكومة الباشوات الثلاثة جمال باشا على المعاهدة لأنه حاول تشكيل تحالف مع فرنسا. وانضمت النمسا-المجر إلى المعاهدة العثمانية الألمانية في 5 أغسطس.
انزعجت برلين مع توقف العثمانيين، لكنها عرضت سفينتين وقرضًا كبيرًا. في 29 أكتوبر 1914، دخلت الإمبراطورية العثمانية الحرب بعد أن قامت بقصف الموانئ الروسية بناءً على أوامر من أنور باشا.